# TMZ
TMZ là trang web tin tức lần đầu ra mắt vào ngày 8 tháng 11 năm 2005. Trang này là dự án kết hợp giữa AOL và Telepictures Productions, một nhánh của hãng Warner Bros., cho đến khi công ty Time Warner tước bỏ quyền sở hữu của AOL vào năm 2009. Tên TMZ là viết tắt của cụm từ thirty-mile zone.